# Cavallo (abbigliamento)

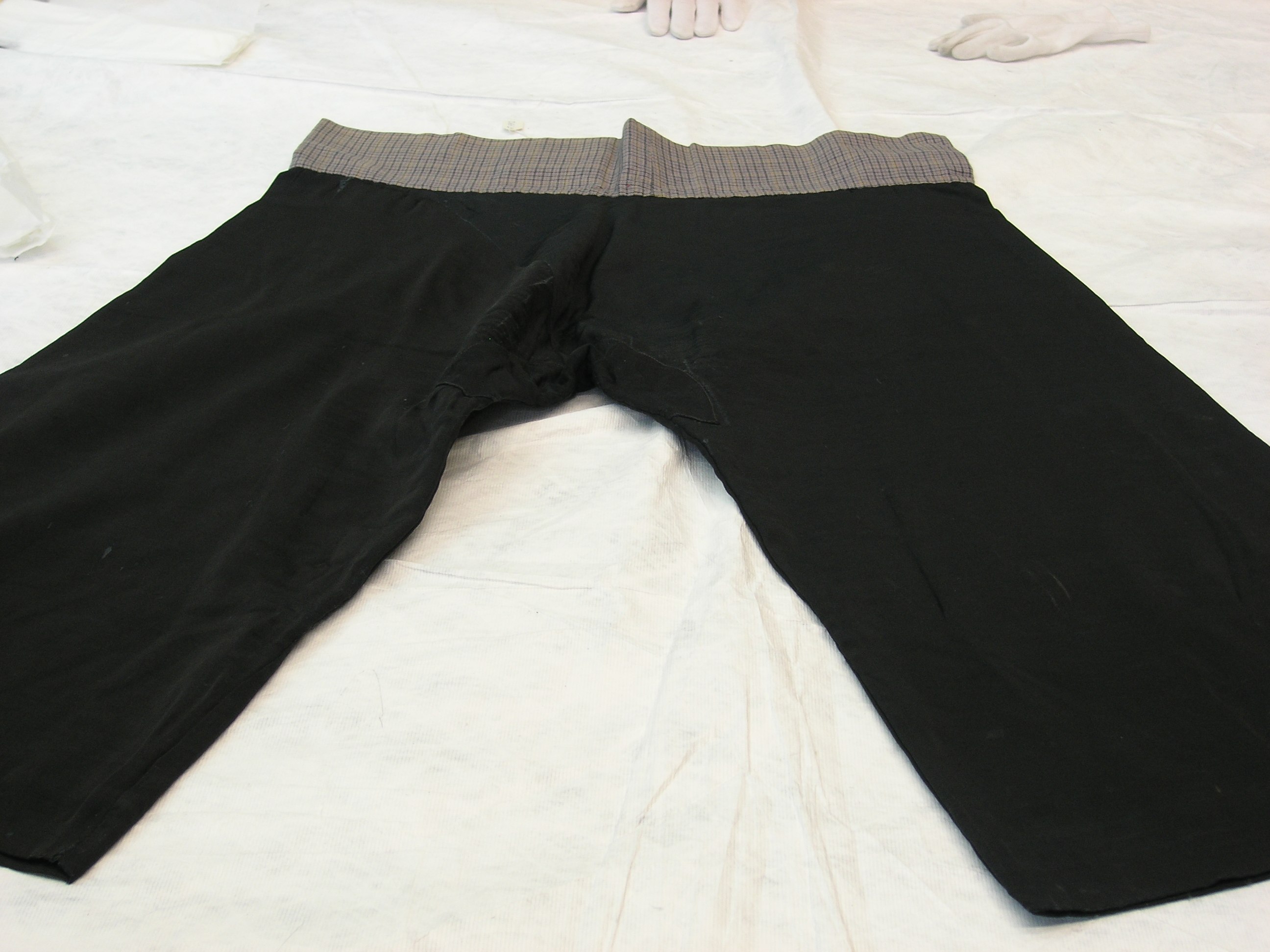
Cavallo dei pantaloni

Il cavallo è una parte degli indumenti che coprono gli arti inferiori (come pantaloni, mutande, collant ecc.); si trova esattamente al punto di congiunzione delle gambe con il tronco. Può essere dello stesso tessuto dell'indumento stesso o di un altro materiale. Prende il nome dal fatto che nella cavalcata è la parte dell'indumento che è a contatto con l'animale.
In alcuni indumenti (come modellatori o guaine) può essere apribile con gancetti o bottoni per facilitare la vestizione.